# Дигор
Дигор (тур. Digor) — город и район в провинции Карс (Турция). Центр города находится в 41 км от города Карс. Между поселком  Деринёз и Дигор находятся развалины старинного армянского монастыря Хцконк
В городе в полуразрушенном состоянии сохранились 5 армянских церквей.

## История
В армянской традиции город назывался Текор (арм. Տեկոր), который входил в уезд Вананд провинции Айрарат. 
В конце XIX века храм посетил путешествовавший по Карской области Ф. С. Янович, который отмечал присутствие в городе старинного армянского храма IX—X веков.
Коренное население города — армяне, составляющие большую часть населения района до 1915 года, были либо убиты, либо изгнаны во время наступления турецких войск в Закавказье в 1918 году.

## Население
По данным «Кавказского календаря» на 1916 год, к 1915 году в городе проживало 1 000 человек, в основном армян.